# FC Kondzo
El Association Sportive Kondzo es un equipo de fútbol de la República del Congo que juega en la Primera División del Congo, la liga de fútbol más importante del país.

## Historia
Fue fundado en la capital Brazzaville y nunca han sido campeones de la máxima categoría, aunque son más recordados por el incidente ocurrido en la temporada 2013 en un partido por la Copa de Congo ante el Diables Noirs, el cual se jugó bajo unas difíciles condiciones con triunfo de Diables Noirs 1-2. La Federación Congoleña de Fútbol tuvo que indemnizar al AS Kondzo por 2.5 millones de Francos CFA por los incidentes ocurridos.
Tuvieron su mejor temporada en la máxima categoría en la temporada 2013, en la cual se ubicaron en la tercera posición, con lo que obtuvieron el derecho de clasificarse para su primer torneo internacional, la Copa Confederación de la CAF 2014, en la cual fueron eliminados en la primera ronda por el Bayelsa United de Nigeria.

## Participación en competiciones de la CAF
| Temporada | Torneo                       | Ronda      | Club                 | Casa | Visita | Global  |
| --------- | ---------------------------- | ---------- | -------------------- | ---- | ------ | ------- |
| 2014      | Copa Confederación de la CAF | Preliminar | Young Sports Academy | 2-0  | 1-3    | 3-3 (a) |
| 2014      | Copa Confederación de la CAF | 1          | Bayelsa United       | 0-0  | 0-2    | 0-2     |